# Archosauromorpha
Archosauromorfové („mající tvar archosaurů/‚vládnoucích ještěrů‘“) jsou velmi rozšířenou a evolučně úspěšnou skupinou plazů z podtřídy Diapsida.

## Význam a popis
První zástupci této skupiny se objevili v období prvohorního permu asi před 260 miliony let. Hojnými se stali v následujícím triasu, kdy se celosvětově rozšířili. Také dnes jsou velmi hojní a zahrnují mj. krokodýly a ptáky. Nejpopulárnější vyhynulou skupinu pak tvoří nepochybně „neptačí“ dinosauři, kteří tvořili po větší část druhohorní éry dominantní skupinu suchozemských živočichů.
Nejúspěšnější skupinou se v období druhohor stali právě dinosauři, kteří dominovali po dobu 135 milionů let pevninským ekosystémům. Vznikli z pokročilého archosaurního plaza z kladu Ornithodira zhruba před 245 miliony let.
Navzdory rozšířenému názoru nebyli populární dinosauři ani pterosauři zástupci skupiny šupinatých, nepatřili tedy mezi ještěry ani jejich blízké příbuzné. Dinosauři i ptakoještěři byli zástupci kladu Archosauria, nikoliv Lepidosauria.
Do této skupiny patí například i dlouhokrký triasový archosauromorf Tanystropheus. Jednalo se o obojživelného dravého plaza, živícího se patrně převážně rybami. Při délce 3,6 metru dosahoval tento lehce stavěný živočich hmotnosti pouze kolem 50 kilogramů.
Spadali sem například i rozmanití "mořští krokodýli", tedy druhohorní krokodýlovití plazi adaptovaní na život v mořích, jako jsou zástupci skupiny Metriorhynchidae. Ti se vyskytovali také na území dnešní České republiky, jejich fosilní pozůstatky byly objeveny například v okolí Štramberka.